# Boreostaura vittata
Boreostaura vittata är en fjärilsart som beskrevs av Sergius G. Kiriakoff 1979. Boreostaura vittata ingår i släktet Boreostaura och familjen tandspinnare. Inga underarter finns listade i Catalogue of Life.